# Mistrzostwa Świata w Lekkoatletyce 1987 – sztafeta 4 × 400 m kobiet
Sztafeta 4 × 400 metrów kobiet – jedna z konkurencji biegowych rozgrywanych podczas lekkoatletycznych mistrzostw świata na Stadionie Olimpijskim w Rzymie.
Zwyciężyła sztafeta Niemieckiej Republiki Demokratycznej, która tym samym obroniła tytuł zdobyty na poprzednich mistrzostwach.

## Terminarz
| Data       |            |
| ---------- | ---------- |
| 5 września | Eliminacje |
| 6 września | Finał      |

## Rekordy
|                          | Zawodniczki                                                       | Wynik   | Miejsce  | Data                  |
| ------------------------ | ----------------------------------------------------------------- | ------- | -------- | --------------------- |
| Rekord świata            | NRD · (Gesine Walther, Sabine Busch, Dagmar Rübsam, Marita Koch)  | 3:15,92 | Erfurt   | 3 czerwca 1984(dts)   |
| Rekord mistrzostw świata | NRD · (Kerstin Walther, Sabine Busch, Marita Koch, Dagmar Rübsam) | 3:19,73 | Helsinki | 14 sierpnia 1983(dts) |

## Wyniki

### Eliminacje
Rozegrano dwa biegi eliminacyjne. Z każdego biegu trzy najlepsze sztafety automatycznie awansowały do finału (Q). Skład finalistek uzupełniły dwa najszybsze zespoły spośród pozostałych (q).

### Bieg 1
| Poz. | Reprezentacja     | Zawodniczki                                                                       | Wynik   | Uwagi |
| ---- | ----------------- | --------------------------------------------------------------------------------- | ------- | ----- |
| 1    | ZSRR              | Aelita Jurczenko, Olga Nazarowa, Marija Pinigina, Olha Bryzhina                   | 3:20,75 | Q     |
| 2    | Stany Zjednoczone | Diane Dixon, Denean Howard, Valerie Brisco, Lillie Leatherwood-King               | 3:22,32 | Q     |
| 3    | Kanada            | Charmaine Crooks, Molly Killingbeck, Marita Payne, Jillian Richardson             | 3:24,50 | Q     |
| 4    | Francja           | Nathalie Simon, Nadine Debois, Hélène Huart, Fabienne Ficher                      | 3:27,76 | q     |
| 5    | Kuba              | Ester Petitón, Odalys Hernández, Tania Fernández, Ana Fidelia Quirot              | 3:29,78 |       |
| 6    | Kenia             | Geraldine Shitandayi, Florence Wanjiru, Esther Kavaya, Francisca Chepkurui        | 3:30,16 |       |
| 7    | Brazylia          | Suzete Montalvão, Maria do Carmo Fialho, Soraya Telles, Maria Magnólia Figueiredo | 3:30,91 | [ 2 ] |
| 8    | Indie             | Vandana Shanbagh, Vandana Rao, Shiny Abraham, P. T. Usha                          | 3:31,55 | [ 2 ] |

### Bieg 2
| Poz. | Reprezentacja | Zawodniczki                                                        | Wynik   | Uwagi |
| ---- | ------------- | ------------------------------------------------------------------ | ------- | ----- |
| 1    | NRD           | Kirsten Emmelmann, Dagmar Neubauer, Cornelia Ullrich, Petra Müller | 3:22,91 | Q     |
| 2    | Bułgaria      | Malena Andonowa, Rosica Stamenowa, Pepa Pawłowa, Julijana Marinowa | 3:25,85 | Q     |
| 3    | RFN           | Karin Lix, Helga Arendt, Gudrun Abt, Gisela Kinzel                 | 3:26,75 | Q     |
| 4    | Jamajka       | Cathy Rattray, Sandie Richards, Sandra Farmer, Ilrey Oliver        | 3:27,13 | q     |
| 5    | Węgry         | Erzsébet Szabó, Erika Szopori, Noémi Bátori, Judit Forgács         | 3:31,56 |       |
| 6    | Włochy        | Rossana Morabito, Cosetta Campana, Nevia Pistrino, Erica Rossi     | 3:31,72 |       |
| 7    | Hiszpania     | Rosa Colorado, Cristina Pérez, Montserrat Pujol, Blanca Lacambra   | 3:32,01 |       |
| 8    | Irlandia      | Michelle Carroll, Barbara Johnson, Pat Walsh, Patricia Amond       | 3:32,56 |       |

### Finał
| Poz. | Reprezentacja     | Zawodniczki                                                           | Wynik   | Uwagi |
| ---- | ----------------- | --------------------------------------------------------------------- | ------- | ----- |
| 1    | NRD               | Dagmar Neubauer, Kirsten Emmelmann, Petra Müller, Sabine Busch        | 3:18,63 | CR    |
| 2    | ZSRR              | Aelita Jurczenko, Olga Nazarowa, Marija Pinigina, Olha Bryzhina       | 3:19,50 |       |
| 3    | Stany Zjednoczone | Diane Dixon, Denean Howard, Valerie Brisco, Lillie Leatherwood-King   | 3:21,04 |       |
| 4    | Kanada            | Charmaine Crooks, Molly Killingbeck, Marita Payne, Jillian Richardson | 3:24,11 |       |
| 5    | RFN               | Ute Thimm, Helga Arendt, Gudrun Abt, Gisela Kinzel                    | 3:24,94 |       |
| 6    | Jamajka           | Cathy Rattray, Sandra Farmer, Ilrey Oliver, Sandie Richards           | 3:27,51 |       |
| 7    | Francja           | Nathalie Simon, Nadine Debois, Hélène Huart, Fabienne Ficher          | 3:27,60 |       |
| 8    | Bułgaria          | Cwetanka Iliewa, Rosica Stamenowa, Pepa Pawłowa, Julijana Marinowa    | 3:30,24 |       |